# The Answer Man
The Answer Man (anteriormente titulada The Dream of the Romans y Arlen Faber) es una película de 2009 de comedia romántica escrita y dirigida por John Hindman y protagonizada por un elenco compuesto por Jeff Daniels, Lauren Graham y Lou Taylor Pucci, entre otros.
La filmación comenzó el 23 de marzo de 2008 en Filadelfia y terminó en junio de 2008. Se estrenó en el Festival de Cine de Sundance de 2009.

## Sinopsis
Un autor de libros espirituales es perseguido para un consejo por una madre soltera y un hombre fuera de rehabilitación.

## Elenco
- Jeff Daniels como Arlen Faber.[1]
- Lauren Graham como Elizabeth.[1]
- Lou Taylor Pucci como Kris Lucas.[1]
- Thomas Roy como Riley Lucas.[3]
- Olivia Thirlby como Anne.[1]
- Kat Dennings como Dahlia.[1]
- Max Antisell como Alex.

## Recepción
The Answer Man recibió desde críticas mixtas a negativas. Actualmente tiene un 33% en Rotten Tomatoes.